# Minegumo (1937)
Minegumo (japonsky 峯雲) byl torpédoborec japonského císařského námořnictva třídy Asašio. Byl dokončen v dubnu 1938 jako osmá jednotka desetičlenné třídy Asašio. Zúčastnil se druhé světové války v Tichomoří, během které se věnoval eskortním a transportním povinnostem.
Počátkem války se věnoval krytí japonského postupu na Filipínách a do Holandské východní Indie, během kterého se v únoru 1942 zúčastnil bitvy v Jávském moři. Během bitvy u Midway v červnu 1942 byl součástí krytí Kondóova okupačního svazu a v srpnu se zúčastnil bitvy u východních Šalomounů. Poté se věnoval doprovodu konvojů a dopravě zásob mezi Trukem, Shortlandem a Guadalcanalem. Během jednoho z „krysích transportů“ byl 5. října poškozen spojeneckými letouny. Opravy v Japonsku trvaly až do února 1943. Poté se Minegumo vrátil do jihozápadního Pacifiku a v noci na 5. března byl potopen americkými křižníky a torpédoborci v bitvě v Blackettově průlivu.

## Popis
Minegumo byl objednán na základě „doplňovacího programu pomocných plavidel z roku 1934“ a byl osmou dokončenou jednotkou třídy Asašio. Jeho výzbroj tvořilo šest 127mm kanónů typu 3. roku ve třech dvouhlavňových věžích (jedné na přídi a dvou na zádi) a dva čtyřhlavňové 610mm torpédomety typu 92 modelu 2. Zásoba torpéd typu 93 byla (alespoň v počáteční fázi války) šestnáct kusů.
Instalace radaru, ani výměny dělové věže č. 2 za další protiletadlové kanóny se Minegumo nedočkal.

## Služba
Minegumo byl potopen dělostřelbou amerických křižníků a torpédoborců 5. března 1943 v bitvě v Blackettově průlivu na pozici 8°1′ j. š., 157°14′ v. d.. Zahynulo 46 členů jeho posádky včetně velitele Jošitake Uesugiho. 122 námořníků dosáhlo Japonci drženého pobřeží a další 2 byli zajati Američany.
Dne 1. dubna 1943 byl Minegumo vyškrtnut ze seznamu lodí japonského císařského námořnictva.